# Caretos de Podence
Los Caretos de Podence es una mascarada celebrada en el pueblo de Podence, perteneciente al municipio de Macedo de Cavaleiros, región de Trás-os-Montes, Portugal. Fueron declarados patrimonio cultural inmaterial de la Humanidad por la UNESCO el 12 de diciembre de 2019.
Insertados en las fiestas de invierno, tan características en la región de Trás-os-Montes y del Alto Duero, los Caretos representan imágenes diabólicas y misteriosas que cada año, desde tiempos inmemoriables, salen a la calle en las fiestas de carnaval. Interrumpiendo los largos silencios de cada invierno, como si salieran en secreto e impredecibles de los rincones de Podence, aparecen los Caretos y sus frenéticos cencerros bien cruzados en las franjas de color de mantas gruesas. Los chicos más jóvenes que siguen e imitan a los Caretos se llaman Facanitos y aseguran la continuidad de la tradición.

## Casa del careto

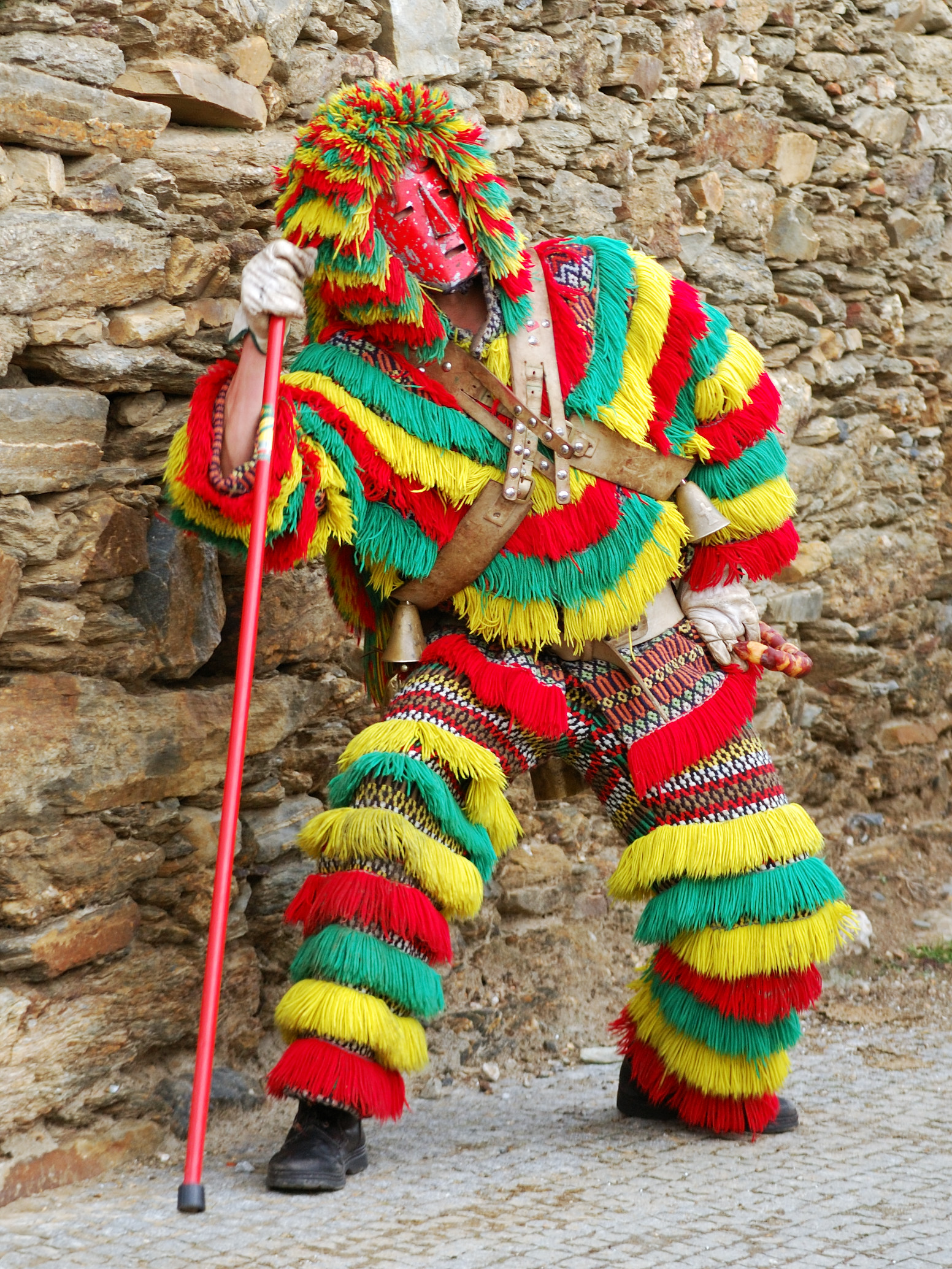
Traje completo.

Con el fin de perpetuar su historia e identidad, se inauguró el 22 de febrero de 2004 la Casa do Careto con el apoyo del municipio de Macedo de Cavaleiros. Este espacio permite la realización de eventos culturales y recreativos en el marco de la hoja de ruta turística del nordeste de Trás-os-Montes y el apoyo a la candidatura del paisaje protegido del pantano del Azibo como parque natural.
En su exposición permanente se pueden encontrar pinturas de Graça Morais y Balbina Mendes y otros artistas de la región, fotografías de António Pinto y Francisco Salgueiro, algunas publicaciones, los trajes, los cencerros, las máscaras y todas las ropas de estas seductoras y enigmáticas figuras.
También se encuentran los únicos seres que a los que los caretos respetan en sus travesuras, gritos y cencerradas: los marafonas.
En este espacio polivalente, abierto diariamente al público, hay también una taberna regional donde se pueden saborear los productos de Podence.

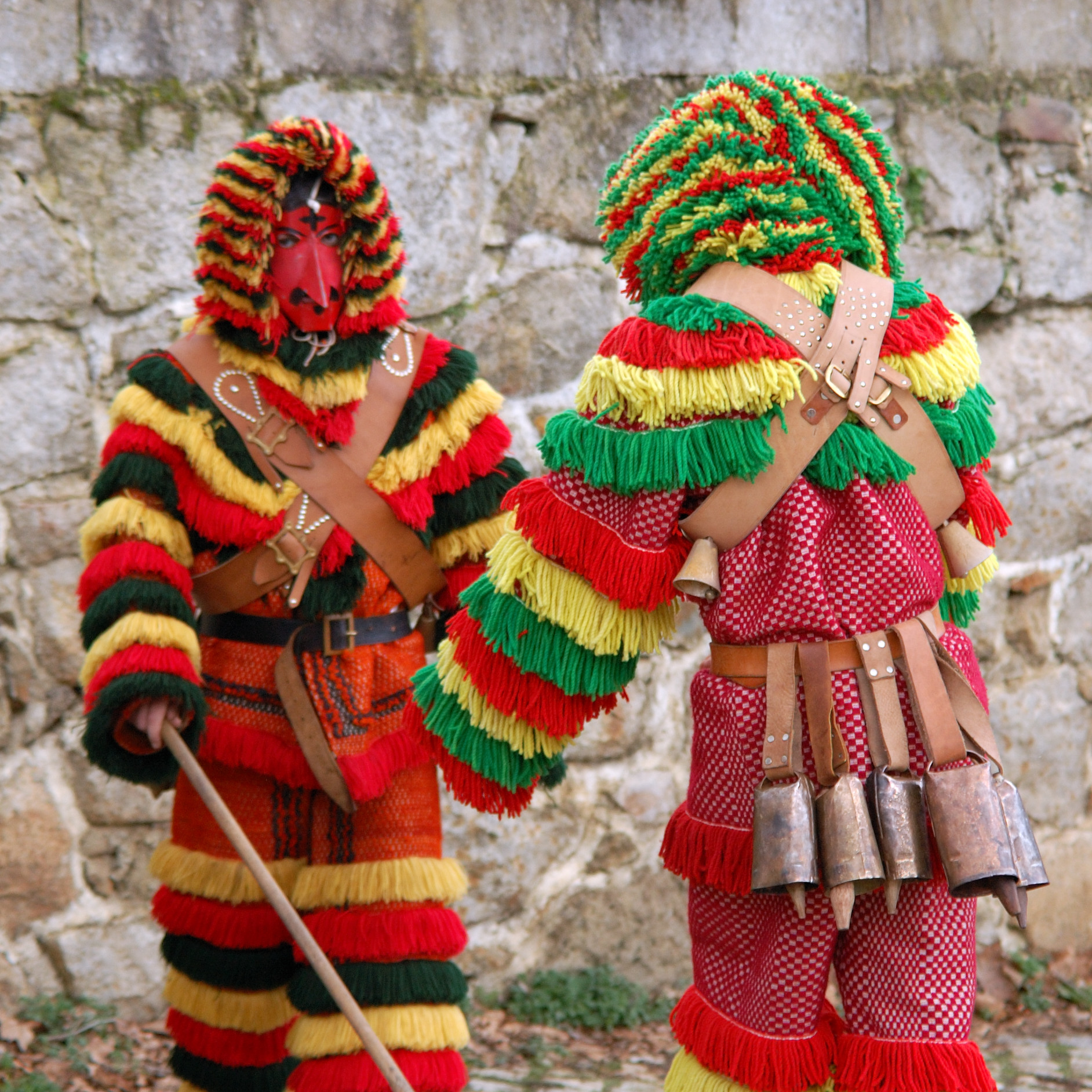
Cencerros.